# Franc comorien
Pour les articles homonymes, voir Franc.
 (décembre 2023).
Si vous disposez d'ouvrages ou d'articles de référence ou si vous connaissez des sites web de qualité traitant du thème abordé ici, merci de compléter l'article en donnant les références utiles à sa vérifiabilité et en les liant à la section « Notes et références ».
Le franc comorien (code ISO 4217 : KMF ; symbole local : FC) est la monnaie de l'union des Comores.
Le franc comorien était garanti par rapport au franc français à un taux de change nominal de 75 FC pour 1 FF. Conformément à la décision du Conseil européen du 23 novembre 1998, le passage à l'euro ne modifie pas les accords signés entre la France d'une part et l'Union monétaire ouest-africaine, les États membres de la Banque des États d'Afrique centrale et les Comores d'autre part. Ainsi, depuis le 1er janvier 1999, le taux de change se déduit de la parité entre le franc français et l'euro (1 € = 6,55957 FF) soit 1 € = 491,96775 FC. Le franc comorien n'est pas une nouvelle division de l'euro (contrairement au franc français).

## Historique du franc comorien
Pendant la Première Guerre mondiale, pour pallier l’insuffisance de petite monnaie et les problèmes de communication avec la métropole, les pièces sont remplacées par des timbres-poste de 0,05 franc collé sur un carton portant au dos un motif imprimé représentant un chien ou un bœuf.
Le 31 décembre 1974 voit la création de l'Institut d'émission des Comores, en tant qu'agence autonome de la Banque de France. Le 23 novembre 1979, un accord de coopération monétaire est signé entre la France et la république fédérale islamique des Comores garantissant la parité du franc comorien avec le franc français  au taux de 1 FF = 50 FC.
Le 1er juillet 1981, la Banque centrale des Comores succède à l’Institut d’émission des Comores
Le 11 janvier 1994, le franc comorien subit une dévaluation de 33 % (1 FF = 75 FC).
En 1998, dans la perspective de l’Union monétaire européenne, le Conseil de l’Union européenne a abordé les accords monétaires conclus par la France avec la zone CFA et les Comores et a statué qu'il était peu probable que les accords aient un impact significatif sur la politique monétaire et de taux de change de la zone euro. Sous leurs formes actuelles et dans leurs états d'application, il est peu probable que les accords constituent un obstacle au bon fonctionnement de l'union économique et monétaire. Rien dans les accords ne peut être interprété comme impliquant une obligation pour la Banque centrale européenne (BCE) ou toute banque centrale nationale de soutenir la convertibilité du franc comorien. Les modifications apportées aux accords existants n'entraîneront aucune obligation de la part de la Banque centrale européenne ou d'une banque centrale nationale. Le Trésor français garantira la libre convertibilité à parité fixe entre l'euro et le franc comorien. Les autorités françaises compétentes tiennent la Commission européenne, la Banque centrale européenne et le Comité économique et financier informées de la mise en œuvre des accords et l'informent au préalable de toute modification de la parité entre l'euro et le franc comorien. Toute modification de la nature ou de la portée des accords nécessiterait l'approbation du Conseil sur la base d'une recommandation de la Commission et de la consultation de la BCE.
Le 1er janvier 1999, le franc comorien est désormais aligné sur la valeur en euros du franc français, mais reste garanti par la Banque de France : 1 € = 491,967 75 FC. Ce taux reste révisable, et n'est garanti à ce taux qu'à hauteur des accords avec la France ; sur les marchés internationaux, le franc comorien peut avoir un taux de change avec l'euro légèrement différent en fonction des offres et demandes de liquidités.

### Billets
- 500 FC (environ 1 euro)
- 1 000 FC (environ 2 euro)
- 2 000 FC (environ 4 euro)
- 5 000 FC (environ 10 euro)
- 10 000 FC (environ 20 euro)

Le 30 décembre 2005, la Banque centrale des Comores a émis de nouvelles coupures de 500, 1000, 2000, 5000, 10 000 francs comoriens. Une bande iridescente verticale est censée rendre plus difficile la contrefaçon.

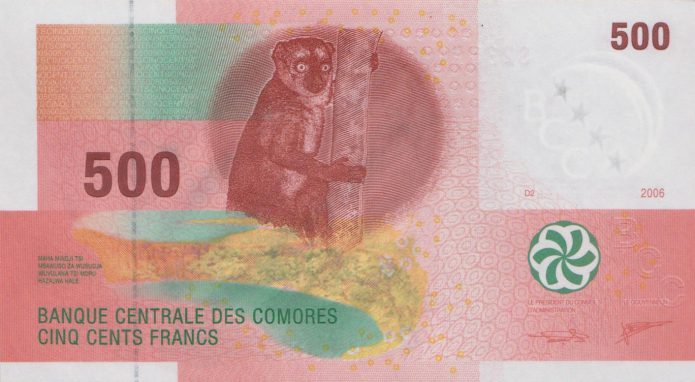
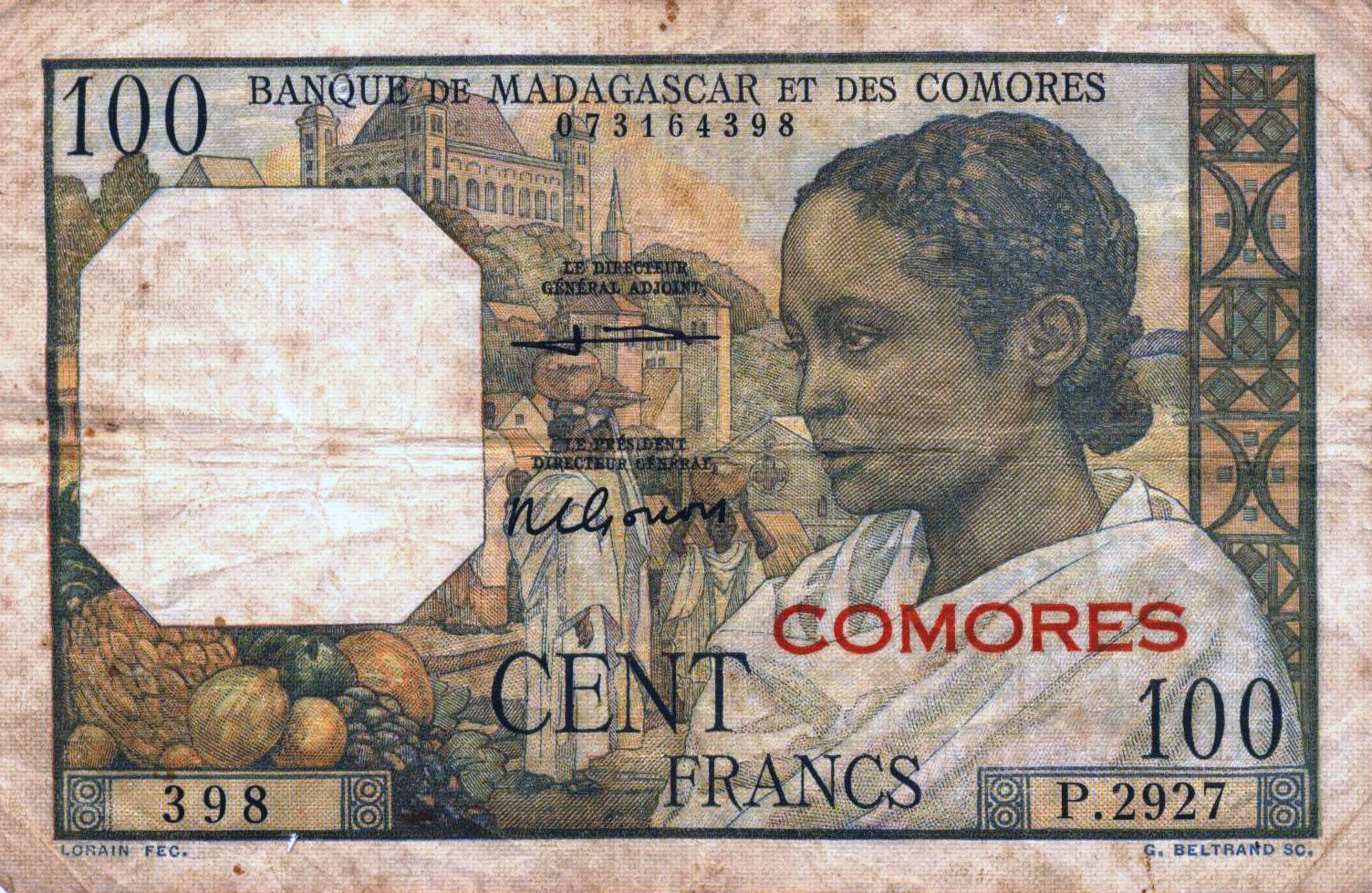